# Kristen ITC
 (juin 2019).
Si vous disposez d'ouvrages ou d'articles de référence ou si vous connaissez des sites web de qualité traitant du thème abordé ici, merci de compléter l'article en donnant les références utiles à sa vérifiabilité et en les liant à la section « Notes et références ».
Pour les articles homonymes, voir Kristen.
Kristen ITC est une fonte de script décontractée composée de deux graisses conçues par George Ryan pour l’International Typeface Corporation (ITC).
Elle a été inspirée par un menu écrit à la main dans un restaurant de Cambridge, dans l’État du Massachusetts et présente une structure asymétrique évoquant l’écriture d’un enfant.
Une version TrueType de Kristen ITC est fournie avec Microsoft Publisher 2000.